# گلن فاستر
گلن فاستر (انگلیسی: Glen Foster; august ۱۴, ۱۹۳۰ – ۱ اکتبر ۱۹۹۹ (۶۹ ساله)) ورزشکار اهل ایالات متحده آمریکا بود.
وی در مسابقات کشوری و بین‌المللی در مجموع برندهٔ ۴ مدال طلا، ۱ مدال نقره، ۳ مدال برنز شده‌است.